# イアン・ウィリアムス
イアン・ウィリアムス（英語: Ian Williams、1963年9月23日 - ）は、オーストラリア出身の元ラグビー選手、オーストラリア代表及び日本代表、弁護士。
日本代表初のワラビーズ経験者，そして第43回全国社会人大会（1990年度）で約50mを独走し、伝説のトライを決めた選手として有名である。

## 略歴
来日前にはラグビーオーストラリア高校代表、そしてラグビーオーストラリア代表（ワラビーズ）に選出された程、オーストラリアでも実力は認められていた。オーストラリア代表では、1987年〜1990年の間にキャップ数17を記録している。1988年にはオーストラリアの年間最優秀選手にも選出され、翌1989年にはブリティッシュ・アンド・アイリッシュ・ライオンズと対戦、南アフリカ協会設立100周年記念の世界選抜にも選出された。トリッキーな動きが魅力のデイヴィッド・キャンピージとは対照的にランニングスピードで勝負する快足WTB（ウィングスリークォーターバック）でもあり、世界ベスト2ウィングにも選ばれた。ラグビーの傍ら、オックスフォード大学にも留学し、弁護士資格を取得した。ケンブリッジ大学との定期戦（ザ・バーシティマッチ）にも出場した事がある。ラグビーワールドカップに出場できるだけの実力も持っていたが、活躍した時期が1987年第1回W杯と1991年第2回W杯の谷間の時期だったことと、オックスフォードへの留学、怪我、そして当時のワラビーズ監督だったボブ・ドゥワイヤーとの確執などが相まってワールドカップへの出場は果たせなかった。
1989年に来日し、神戸製鋼（現・神戸製鋼コベルコスティーラーズ）に入社した。当時、社会人チームに加入した外国人選手については、1年間の社業業務を務めなければ公式戦に出場できないという日本ラグビー協会の規約があり、ウィリアムスも1989年度のシーズンには出場できなかった。翌1990年度シーズンより出場し始め、持ち前の快足を活かして、初期の神戸製鋼黄金期を支えた。
その後、1991年〜1993年にかけて神戸製鋼の副将も務めた。またワラビーズ経験者として初めて日本代表にも選出され、キャップ数1を記録した。1994年限りで現役引退。
引退後は、弁護士となった。元々神戸製鋼に入社したのもラグビーよりは、弁護士業に役立つビジネスキャリアを積むためだったと言う。オーストラリアと日本の官民連携パートナーシップ（日系企業の資源権益取得やM&A（合併・買収）を得意分野としている）を法律面から支える弁護士として活動。2015年現在はハーバート・スミス・フリーヒルズ外国法事務弁護士事務所（オーストラリア）に所属している。駐日オーストラリア大使館との仕事も担当している関係で、来日する機会もしばしばである。
卓越したプレーもさることながら、ファイティングスピリットや紳士的なマナー，そしてリーダーシップも発揮し、日本のラグビーファンからも愛された。元衆議院議員の阪口直人（民主党→日本維新の会→維新の党。和歌山2区→比例近畿ブロック選出）とは20年以上の付き合いがある他、参議院議員の牧山弘恵（立憲民主党。神奈川県選挙区）、フリーアナウンサーの土川由加（元テレビ東京アナウンサー。激生!スポーツTODAYなどを担当）、元プロ野球選手のトーマス・オマリー（阪神→ヤクルト）など、日本でも友人が多い。

### 奇跡の大逆転トライ
イアン・ウィリアムスが日本のラグビーファンの記憶に残っているのは、1991年1月8日、秩父宮ラグビー場（東京都港区）で行われた第43回全国社会人ラグビーフットボール大会・決勝戦、神戸製鋼 対 三洋電機（現・パナソニック ワイルドナイツ）の一戦である。
全国社会人ラグビー3連覇を賭ける神戸製鋼と、その時点で5回も決勝に駒を進めながら未だ優勝経験のない（その為、ラグビー界のシルバーコレクターと呼ばれていた）三洋電機では、下馬評は圧倒的に神戸製鋼有利だった。ところが、予想に反して試合は三洋電機のペースで進み、後半40分の時点で12-16とリードされていた。後半のインジャリータイムに入った41分頃、三洋電機の選手がタッチに蹴出した瞬間、宮地克実監督は立ち上がり、勝利のポーズを見せたが、主審の真下昇はノーサイドの笛を吹かず、そのまま試合は続行。後半43分頃、本来フルバック（FB）だが、このシーズンはＷＴＢで出場していた綾城高志をライン参加させ、ゲインラインの突破を図るものの、三洋電機ディフェンスに見破られ、ハーフウェイライン上でラック状態となってしまう。その状態から素早くボールを出した神戸製鋼は、ナンバーエイト（No.8）の大西一平が縦をついてラック状態へと持ち込むと見せかけて、スクラムハーフ（SH）の萩本光威が素早くボールを出し、これをスタンドオフ（SO）の藪木宏之が繋いでセンター（CTB）の平尾誠二へワンバウンドパス。このパスが三洋電機ディフェンス陣に動揺を与え、一瞬三洋電機の選手が立ち止まってしまう。その状態から平尾がついに切り札・ウィリアムスへとパス。ウィリアムスは約50mを独走。一方三洋も、ワテソニ・ナモアが懸命にウィリムアスを追うが、ゴールエリア付近で振り切られ、ウィリアムスは細川隆弘にコンバージョン決めやすくさせるため、ゴールエリア中央へと回り込んでトライを決めて16-16の同点となった。（本人の著書には、中央まで意識的に回り込んだ訳では無いと書かれている）まだ、トライした時点では両者優勝の状態であり、日本選手権出場権規約によりトライ数の多い三洋電機が出場権を握っていたが、細川が冷静にコンバージョンキックを決め、18-16と試合を逆転した瞬間にノーサイドの笛が鳴り、神戸製鋼は奇跡の全国社会人ラグビー3連覇を達成した。

## 著書
- 『奇跡への疾走』原著：イアン・ウィリアムス　翻訳：大城和美、講談社、1992年12月15日発行。ISBN 978-4-06-205627-4。